# Gasetsho Gom
Gasetsho Gom (dzong. དགའ་སེང་ཚོ་གོངམ་་) – gewog w dystrykcie Wangdü Pʽodrang w Królestwie Bhutanu. Według spisu powszechnego z 2005 roku, gewog ten zamieszkiwało 2241 osób.
Gewog Gasetsho Gom podzielony jest na 5 mniejszych jednostek zwanych chiwogami. Noszą one następujące nazwy: Changche Matshigpogto, Khamaedna, Khatoedkha, Changkha i Dabcheykha Matshigkha.

## Demografia
Według Bhutańskiego Urzędu Statystycznego gewog ten zamieszkuje 1161 mężczyzn i 1080 kobiet (dane za rok 2005) w 349 domostwach. Stanowiło to 7,2% ludności dystryktu.